# The Blacklist
The Blacklist è una serie televisiva statunitense prodotta dal 2013 al 2023 e trasmessa da NBC.

## Trama
Raymond Reddington, uno dei più pericolosi ricercati dall'FBI, si costituisce a sorpresa all'agenzia offrendosi di fornire informazioni su ogni criminale con cui abbia avuto a che fare: come clausola dell'accordo, chiede di avere come unico referente Elizabeth Keen, una giovane analista al suo primo giorno di servizio nel Bureau. Questa richiesta, all'apparenza incomprensibile, costringe l'agenzia a rendere "Lizzie" parte integrante di una segreta unità operativa, che da quel momento inizia a occuparsi essenzialmente dei casi forniti da "Red".
La speciale blacklist stilata da Reddington tradisce un carattere molto personale: l'uomo, infatti, grazie ad essa vuole liberare la piazza dai suoi principali nemici, avvalendosi di fatto delle forze dell'FBI per proprio tornaconto; il Bureau non può tuttavia esimersi dal catturare quelli che sono a tutti gli effetti dei criminali, dando così l'avallo a questa singolare collaborazione. Tutto ciò finisce ben presto per intrecciarsi con le vicende personali della stessa Elizabeth, orfana dai tempi dell'infanzia, che cerca di capire quale sia la vera natura del legame tra lei e Reddington.

## Episodi
| Stagione         | Episodi | Prima TV USA | Prima TV Italia |
| ---------------- | ------- | ------------ | --------------- |
| Prima stagione   | 22      | 2013-2014    | 2013-2014       |
| Seconda stagione | 22      | 2014-2015    | 2015            |
| Terza stagione   | 23      | 2015-2016    | 2016            |
| Quarta stagione  | 22      | 2016-2017    | 2016-2017       |
| Quinta stagione  | 22      | 2017-2018    | 2017-2018       |
| Sesta stagione   | 22      | 2019         | 2019            |
| Settima stagione | 19      | 2019-2020    | 2020            |
| Ottava stagione  | 22      | 2020-2021    | 2021            |
| Nona stagione    | 22      | 2021-2022    | 2021-2022       |
| Decima stagione  | 22      | 2023         | 2023            |

## Personaggi e interpreti
- Raymond "Red" Reddington (stagioni 1-10), interpretato da James Spader, doppiato da Angelo Maggi.
- Elizabeth "Lizzie" o "Liz" Keen / Masha Rostova (stagioni 1-8[1]), interpretata da Megan Boone, doppiata da Gemma Donati.
- Donald Ressler (stagioni 1-10), interpretato da Diego Klattenhoff, doppiato da Stefano Crescentini.
- Tom Keen / Jacob Phelps / Christopher Hargrave (stagioni 1-5), interpretato da Ryan Eggold, doppiato da David Chevalier.
- Harold Cooper (stagioni 1-10), interpretato da Harry Lennix, doppiato da Roberto Draghetti (stagioni 1-7) e da Saverio Indrio (stagioni 8-10).
- Meera Malik (stagione 1), interpretata da Parminder Nagra, doppiata da Rossella Acerbo.
- Aram Mojtabai (stagioni 2-9[2], ricorrente 1, guest 10), interpretato da Amir Arison, doppiato da Fabrizio Picconi.
- Samar Navabi (stagioni 2-6, guest 9[3]), interpretata da Mozhan Marnò, doppiata da Alessandra Cassioli.
- Dembe Zuma (stagioni 3-10, ricorrente 1-2), interpretato da Hisham Tawfiq, doppiato da Raffaele Proietti.
- Alina Park (stagioni 8-9[2], ricorrente 7), interpretata da Laura Sohn, doppiata da Sara Ferranti.
- Siya Malik (stagione 10), interpretata da Anya Banerjee[4], doppiata da Lavinia Paladino.

## Produzione

### Concezione
Nell'estate 2012 la NBC comprò dalla Sony Pictures Television la sceneggiatura per un potenziale nuovo pilot, incentrato su un criminale che ricorda Keyser Söze, il personaggio interpretato da Kevin Spacey nel film I soliti sospetti, il quale si consegna nelle mani dell'FBI richiedendo di collaborare con un agente in particolare. La rete diede poi il via libera alla produzione di un episodio pilota il 22 gennaio 2013.

### Casting

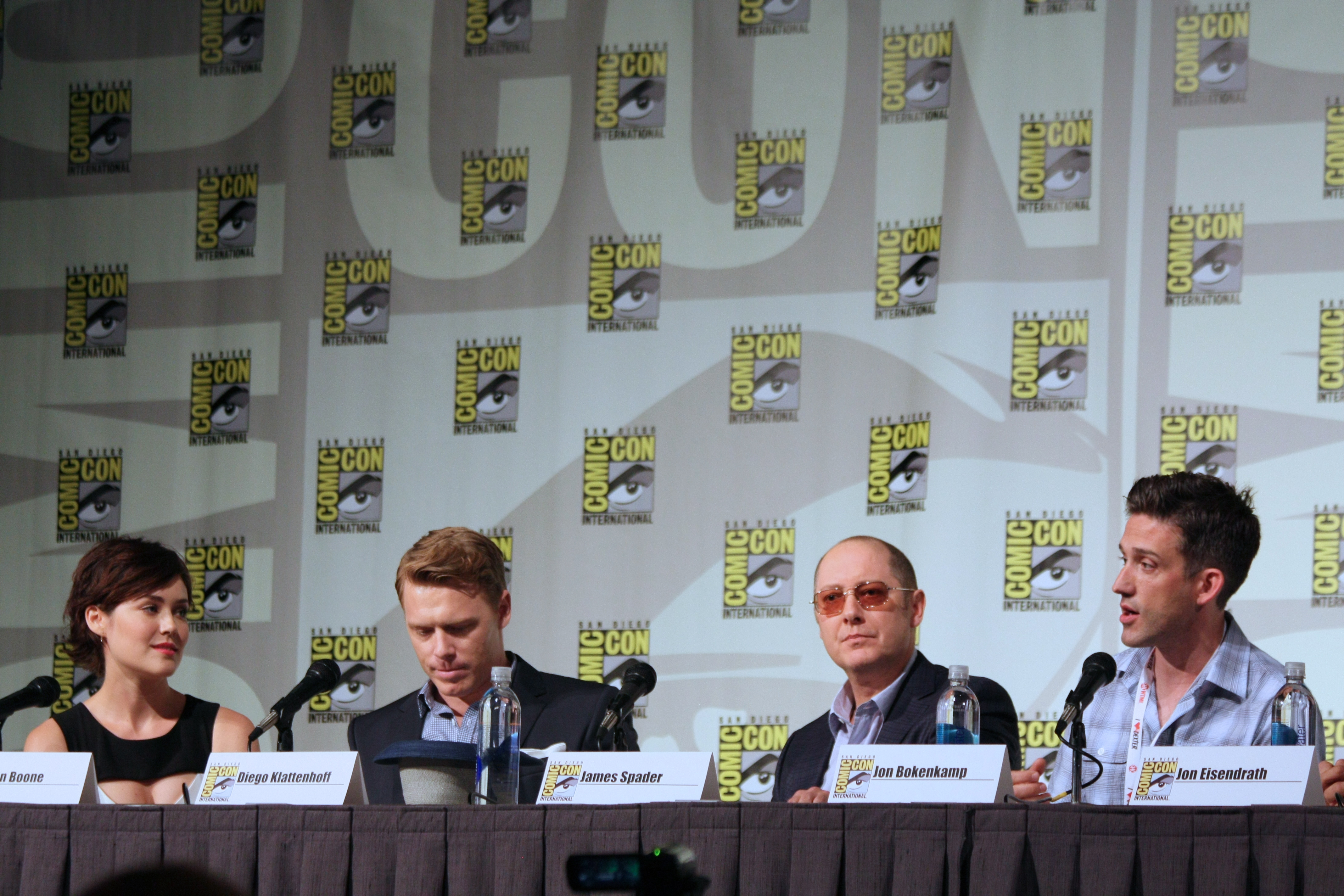
Da sinistra: i protagonisti Megan Boone, Diego Klattenhoff e James Spader, e l'ideatore Jon Bokenkamp, al panel di The Blacklist organizzato nel luglio del 2013 al Comic-Con International di San Diego

Il 1º marzo 2013 Megan Boone fu la prima attrice a unirsi al cast, per il ruolo di Elizabeth Keen, l'agente con la quale il criminale Raymond Reddington richiede di collaborare. L'11 marzo Ryan Eggold venne ingaggiato per interpretare suo marito Tom, mentre il 12 marzo venne annunciato che James Spader avrebbe impersonato il protagonista Raymond "Red" Reddington. Tale ruolo precedentemente era stato offerto anche a Kiefer Sutherland.
Nei giorni seguenti vennero ingaggiati anche Harry Lennix, interprete del vice direttore della sezione antiterrorismo dell'FBI, e Diego Klattenhoff, nel ruolo dell'agente Donald Ressler. Il 25 luglio 2013 si unì al cast principale anche Parminder Nagra, per il ruolo dell'agente Meera Malik.

### Riprese
Anche se ambientata principalmente a Washington la serie è girata a New York e dintorni, in particolare nell'area di Long Beach.

### Programmazione
Il 10 maggio 2013 venne confermata la produzione di una prima stagione completa, trasmessa dal 23 settembre 2013. Il 4 ottobre 2013, la NBC estese l'ordine di produzione iniziale da 13 a 22 episodi. Il 3 dicembre 2013 la serie è stata rinnovata per una seconda stagione di 22 episodi, mentre il 5 febbraio 2015 è stata confermata la produzione di una terza stagione, sempre da 22 episodi. Il 7 dicembre 2015 è stata rinnovata per una quarta stagione. L'11 maggio 2017 la serie viene rinnovata per una quinta stagione. Il 12 maggio 2018 la serie viene rinnovata per una sesta stagione sempre di 22 episodi, trasmessa a partire dal 3 gennaio 2019. L'11 marzo 2019 è stata rinnovata per una settima stagione. Il 20 febbraio 2020 è stata rinnovata per un'ottava stagione. Il 26 gennaio 2021 è stata rinnovata per una nona stagione. Il 22 febbraio 2022 viene rinnovata anche per una decima e ultima stagione.

## Trasmissione internazionale
In Canada la serie va in onda in contemporanea con gli Stati Uniti su Global. Nel Regno Unito è trasmessa da Sky Living, della piattaforma pay BSkyB, dal 4 ottobre 2013. In Italia le prime otto stagioni (episodi 1-169) sono andate in onda su Fox Crime dal 6 dicembre 2013 al 25 giugno 2021; dall'episodio 170 va in onda su Sky Investigation e in chiaro su Rai 2 dal 9 gennaio 2015. In Germania è trasmessa da RTL, in Francia da TF1, in America Latina da Sony Entertainment Television, in Danimarca, Norvegia e Svezia da TV3, e in Svizzera da RTS Un e RSI LA1.

## Spin-off
Jon Bokenkamp e John Einsendrath hanno annunciato l'idea di un possibile spin-off della serie, con protagonista Famke Janssen nel ruolo di Susan "Scottie" Hargrave, introdotta nel ventunesimo e ventiduesimo episodio della terza stagione, in onda il 5 maggio 2016, come backdoor pilot del potenziale spin-off, intitolato The Blacklist: Redemption. Ryan Eggold, Edi Gathegi e Tawny Cypress riprenderanno i ruoli di Tom Keen, Matthias Solomon e Nez Rowan, con l'ingresso nel cast principale di Adrian Martinez nel ruolo dell'hacker Dumont, già apparso nel pilota. Nel dicembre 2016 viene annunciato l'ingaggio di Terry O'Quinn nel ruolo di Howard Hargrave, padre di Tom e fondatore dell'organizzazione Halcyon Aegis. L'episodio verrà diretto da Michael Dinner.